# 23 Serpňa (stanice metra v Charkově)
23 Serpňa (ukrajinsky 23 Серпня) je stanice charkovského metra na Oleksijivské lince.

## Charakteristika
Stanice je trojlodní, obklad pilířů je z světle růžového mramoru a obklad kolejové zdi je z kosočtverců růžové barvy.
Stanice má dva vestibuly, jeden ústící na prospekt Nauky a druhý do ulice 23. srpna, po které nese jméno. Charkov byl 23. srpna
1943 v rámci čtvrté bitvy o Charkov osvobozen Rudou armádou.